# Idea hypermnestra
Idea hypermnestra är en fjärilsart som beskrevs av John Obadiah Westwood 1848. Idea hypermnestra ingår i släktet Idea och familjen praktfjärilar. Inga underarter finns listade i Catalogue of Life.